# Євангелістарій

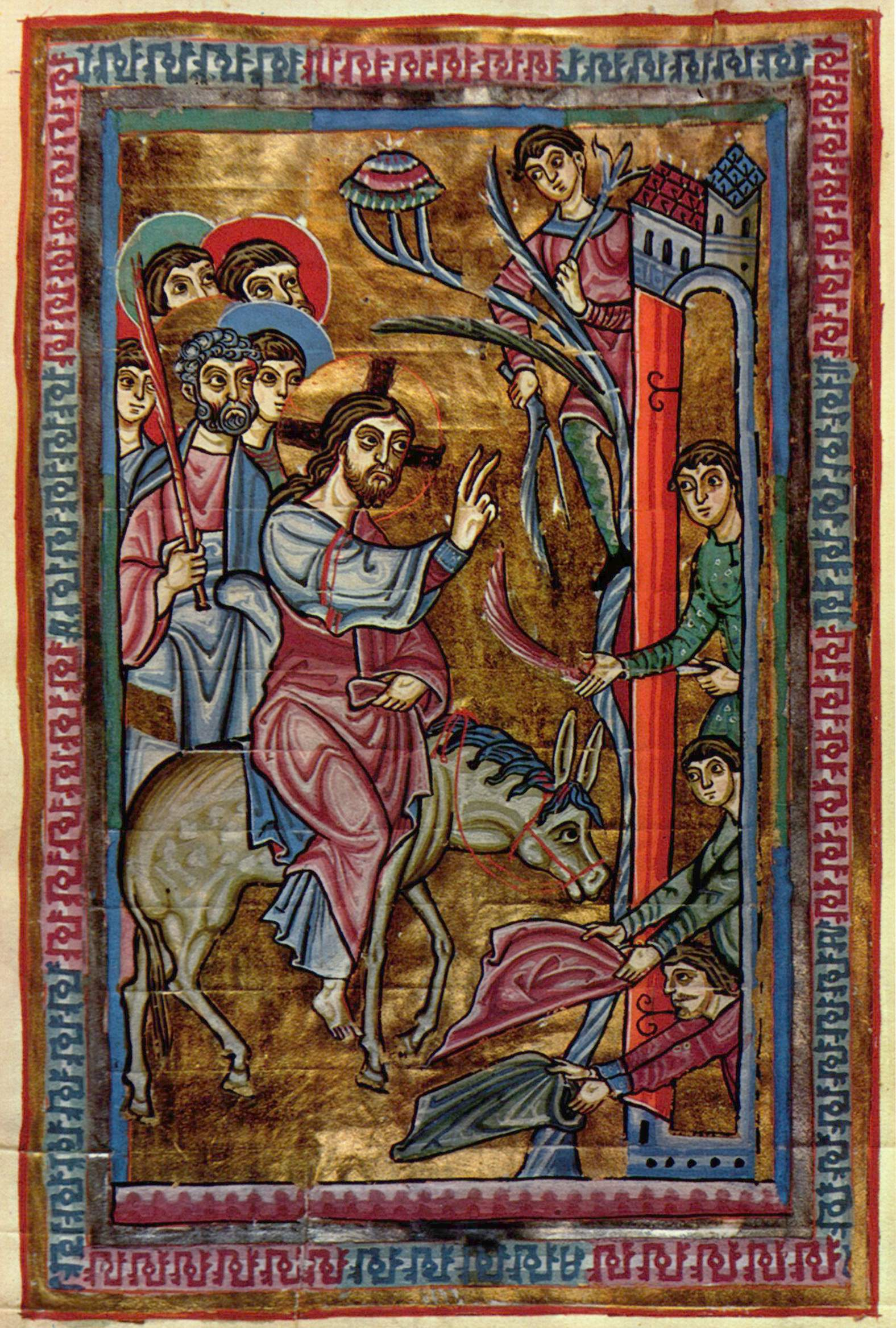
Майстер Книги перекоп св. Ерентруди. Вхід Христа до Єрусалиму (fol. 34r). Мініатюра з Книги перекоп св. Ерентруди (Bayer. Staatsbibl., Clm 15903), євангелістарію створеного у Зальцбурзі між 1149 і 1155 роками

Євангелістарій (грец. εύαγγελιστάριον; лат. evangelistarium) — збірка уривків з Євангелій, так званих перикоп, або у східнослов'янській традиції — зачал, які розташовані згідно з їхнім читанням протягом літургійного року. В південно- та східнослов'янській візантійській літургійній практиках його аналогом є апракос. Євангелістарії належать до класу лекціонаріїв, книг, які складаються з текстів розташованих у визначеному порядку і для їх богослужбового читання.

## Термін та історія
Ще з початку існування християнства читання Біблії уголос та з літургійними цілями грало важливу роль. На кожному богослужінні читалися уривки біблійного, у першу чергу з Нового Заповіту, тексту. Ймовірно структура таких читань у ранні часи відповідала структурі самих текстів, вони прочитувалися від початку до кінця (лат. lectio continua). Таким чином, ранні християни наслідували синагогальну практику, відповідно до якої читання кожного нового уривку з Закону починалося там, де закінчив попередній учасник богослужбових зборів. Але з часом від неперервного читання почали відходити задля відзначення біблійним текстом найбільших свят: Богоявлення, Воскресіння, П'ятидесятниці, Вознесіння. Ця практика набирала силу протягом IV–V століть, раніше за все у близькосхідних церквах, особливо Єрусалимській. Пізніше — на Заході, де найдавніший відомий приклад вибору євангельських уривків, що відповідали б святу, належить до Галії V століття. Поступово встановлювався канон читань і чітке поєднання уривків з подіями або таїнствами, до яких прив'язувалось богослужіння та їх місцем у літургійному році. Були створені так звані лекціонарні таблиці або капітуляри (лат. capitulare lectionum), що мали б полегшити знаходження потрібних місць з Євангелій. Ці таблиці додавались до книг з текстом чотирьох Євангелій і такі книги отримали назву євангеліаріїв. Протягом VI–VII століть тексти Євангелій почали розташовувати у порядку таблиць і євангелістарії перетворились на окремий тип книги, який фактично не використовувався поза межами літургійних потреб, на відміну від інших євангельських рукописів. 

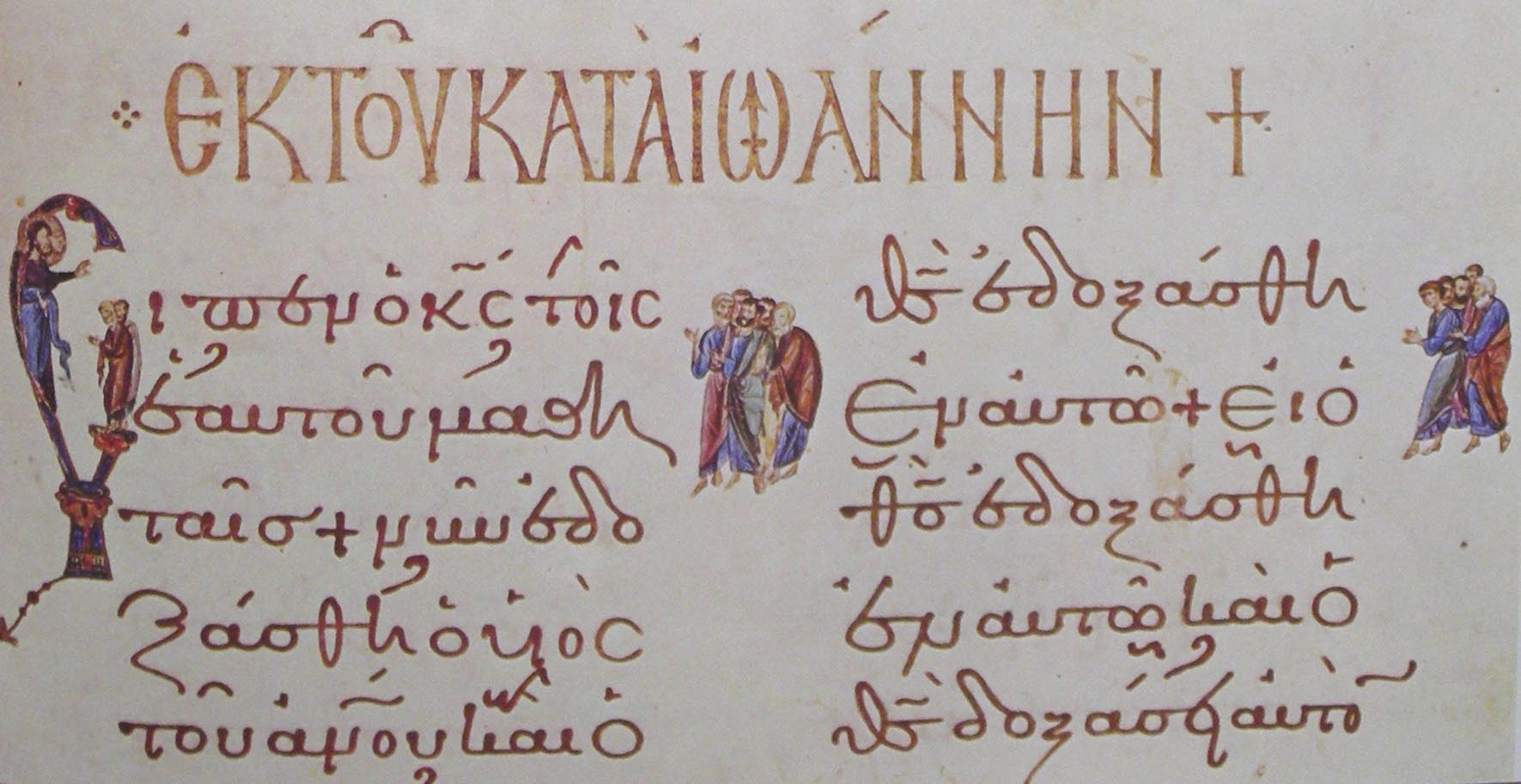
Фрагмент Євангелія від Івана з грецького євангелістарія XI століття, що зберігається у монастирі Діонісіат, Афон (Dionys. Cod. 587)

Як і євангеліарії, євангелістарії ілюмінувались. Загалом принципи прикрашення богослужбових рукописів не відрізнялись від таких для релігійних рукописів іншого призначення. На Заході найзначнішого рівня досягло мистецтво ілюстрації у євангелістаріях оттонського періоду, серед яких Кодекс Еґберта (Трір, Staatsbibl., Ms. 24), Книга перекоп Генріха II (Мюнхен, Bayer. Staatsbibl., Clm 4452). Хоча відомі багато прикрашені євангелістарії іншого часу, як, наприклад, каролінзький Євангелістарій Ґодескалька (Париж, BN Ms. nouv. acq. lat. 1203). 
Від Візантії також збереглась значна кількість ілюмінованих манускриптів євангелістаріїв. Особливо росте їх питома вага з другої половини одинадцятого-першої половини ХХ століть. Серед них можна відзначити Лекціонарій з афонського монастира Діонісіат (Dionys. gr. 587), Лекціонарій 120 (Vat. gr. 1156), євангелістарій з Історичного музею у Москві (РНБ греч. 519). Одночасно ілюстративні програми візантійських євангелістаріїв мали вплив на розписи у сакральній архітектурі, де при виборі тем для оздоблення використовувалась іконографія, яка відповідала ілюстраціям до євангельського тексту на день, пов'язаний з тим, на честь чого освячувався храм, або його преділи.
Ближче до кінця середньовіччя євангелістарії виходять зі вжитку через розвиток іншої богослужбової літератури, що поєднувала у собі різні типи текстів: від міссалів на Заході і різноманітних служебників та типиконів на Сході.